# Federación de Piragüismo del Principado de Asturias
La Federación de Piragüismo del Principado de Asturias es el ente gestor del piragüismo y sus diferentes especialidades en Asturias, y como tal se ocupa de todo lo relacionado con la práctica del piragüismo.
Se ubica en el Centro de Tecnificación Deportiva de Trasona, Corvera de Asturias (Asturias).

## Modalidades
Es función de la Federación de Piragüismo del Principado de Asturias ordenar y dirigir la actividad autonómica de piragüismo, en las especialidades de Aguas Tranquilas, Travesías y Maratón, Ascensos, Kayak de Mar, Kayak-Surf, Slalon, Descenso de aguas bravas, Descensos, Piragüismo Turístico, Kayak-polo, Rafting, Estilo Libre, Piragüismo Extremo, Juegos Náuticos y cuantas modalidades dirija la ICF.

## Clubes asociados
- ASTURIAS DRAGON BOAT
- CD LA RIBERA OVIEDO KAYAK
- Club de Mar de Avilés
- CLUB PIRAGUAS VILLAVICIOSA - EL GAITERO
- CODIS
- ESCUELA DE KAYAK DE MAR AVILÉS
- ESCUELA GIJONESA DE PIRAGUISMO
- Asociación Atlética Avilesina
- FOLIXIA 2000
- GIJÓN KAYAK
- HALCONES DE CORVERA
- KAYAK SIERO
- LA LLONGAR DE CANGAS DE ONIS
- LOS ALBIONES DE NAVIA
- LOS CAIMANES
- LOS CENTAUROS DEL AGUA
- LOS CUERVOS DE PRAVIA
- LOS GAVILANES
- LOS GORILAS DE CANDÁS
- LOS RÁPIDOS DE ARRIONDAS
- NATACIÓN LANGREO
- NÁUTICO ENSIDESA
- NEPTUNO DE TONI PANADERÍA MON
- PIRAGÜISMO EL SELLA
- PIRAGÜISMO MALIAYO
- PIRAGÜISMO MOSCÓN DE GRADO
- PIRAGÜISMO SIRIO DE CANGAS DE ONIS
- Real Grupo de Cultura Covadonga
- SCD RIBADESELLA
- SD GAUZÓN DE LUANCO

## Directiva
La directiva y cuerpo técnico a fecha de enero de 2021 está compuesta por:
- Presidente: Miguel Ángel Gallo Peláez
- Vicepresidente: Víctor Manuel García Menéndez
- Vicepresidente y Presidente Comité entrenadores: Juan José Domínguez Carazo
- Tesorero: Severino

- Presidente Comité Árbitros: Desirée Álvarez Iglesias
- Responsable de travesías y maratón: Alberto Llera Blanco
- Responsable de ríos: Alfonso Vivero
- Responsable de Promoción y Paracanoe: Juan Carlos Martínez Fernández
- Responsable de Kayak de Mar: Miguel Pedrayes Cuesta
- Responsable de Canoa y Dragón Boat: Manuel Adolfo Alonso López
- Presidenta Comité de Disciplina: Cristina Olaguibel Fernández
- Responsable de Comunicación y Jefe de Prensa: Daniel Durán Acevedo